# Euplectromorpha acuticlavata
Euplectromorpha acuticlavata är en stekelart som beskrevs av Zhu och Huang 2001. Euplectromorpha acuticlavata ingår i släktet Euplectromorpha och familjen finglanssteklar.
Artens utbredningsområde är Taiwan. Inga underarter finns listade i Catalogue of Life.